# Moshé Alshich
Moshé Alshich (en hebreo: משה אלשיך) también conocido por el apodo de Alshich HaKadosh (Edirne, 1508 - Safed, 1593) fue un rabino, un místico y un reconocido cabalista otomano, así como un predicador y comentarista de la Biblia hebrea, el Tanaj. Alshich vivió en el siglo XVI. Su padre era Hayim Alshich. Moshé se mudó a Safed, donde se convirtió en discípulo del Rabino Joseph Caro. Sus alumnos incluyeron al Rabino Jaim Vital y al Rabino Yom Tov Tzahalon. Alshich murió en Safed en 1593.

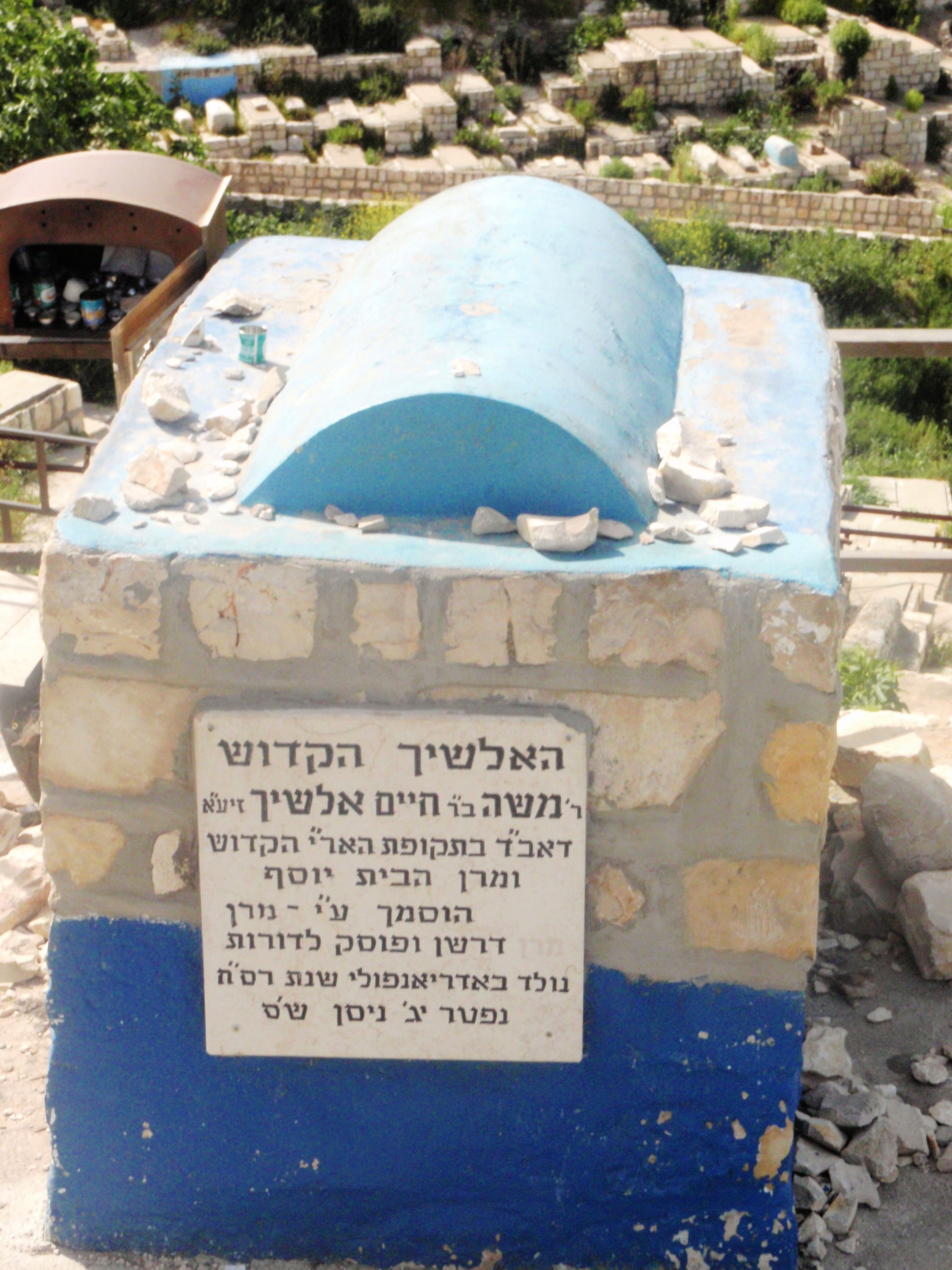
En el antiguo cementerio de Safed.

Solo algunos rabinos recibieron el título de HaKadosh (El Santo) en la historia judía. Junto con Alshich están: Isaías Horowitz (Shelah HaKadosh), Isaac Luria (Arizal HaKadosh) y Jaim ibn Attar (Ohr HaChaim HaKadosh), todos ellos eran figuras ilustres de su tiempo. Se han dado varias razones sobre por qué Alshich recibió el título Hakadosh. Sus comentarios sobre la Torá y Nevim están muy difundidos y son leídos hasta el día de hoy, especialmente por su fuerte influencia como exhortaciones prácticas a la vida virtuosa.